# Béatrice Portinari
Pour les articles homonymes, voir Béatrice (homonymie).
Béatrice Portinari, dite simplement Béatrice ou Béatrix,, désigne communément la muse de Dante Alighieri, qu'il glorifie et qu'il aime. Mais c'est aussi une femme que, si on suit la Vie nouvelle, Dante aima dès son enfance, et à qui il consacra une place dans toutes ses œuvres.

## Personnage historique
Selon le testament de son père Folco Portinari, Beatrice « Bice » di Folco Portinari (1266–9 juin 1290,) est l'épouse de Simon de Bardi (Simone dei ou de' Bardi). Ce testament est le premier document trouvé attestant de son existence : daté du 14 janvier 1287, son père lui lègue cinquante florins à sa mort, en 1290. Son père, Foulque Portinari (Folco en italien) était un riche banquier de Portico di Romagna, qui vint s'installer à Florence et qui se lia avec les familles Alighieri et Bardi. Il avait six filles, dont Béatrice, et un fils, Manetto. 
En 2008, Domenico Savini trouve dans les archives des Bardi un acte notarié de 1280, entre Simon et son frère Cecchino, par lequel le premier cède des terres au second et qui indique que Béatrice est âgée de quinze ans. Dans la Vie nouvelle, Dante dit rencontrer Béatrice alors qu'elle a à peine neuf ans, et lui bientôt dix, ce qui leur fait dix à douze mois de différence. En 1313, Cecchino a marié sa nièce Francesca, fille de Simon, avec Francesco de Pierozzo Strozzi. Simon avait deux autres enfants, Bartolo et Gemma (mariée à un Baroncelli) ; mais on ne sait pas s'ils sont issus de Béatrice ou de sa deuxième épouse, Sybille de Puccio Deciaioli, dont il a eu dix enfants. Il est probable que Béatrice soit morte en couche ou de maladie. 
Sa sépulture est traditionnellement située à l'église Sainte-Marguerite-d'Antioche de Florence. Mais Savini indique que cela est peu probable car elle devrait être avec les Bardi, dans la basilique Sainte-Croix. Boccace fait explicitement référence à cette femme peu de temps après la mort de Dante, en commentant la Divine Comédie, et se vantait de s'être moqué de ses auditeurs en répandant l'idée que Béatrice avait une existence réelle. Néanmoins, jamais Dante ne donnera, dans ses écrits, d'indication quant à son identité « civile ».

## Personnage symbolique

### LaVie nouvelle

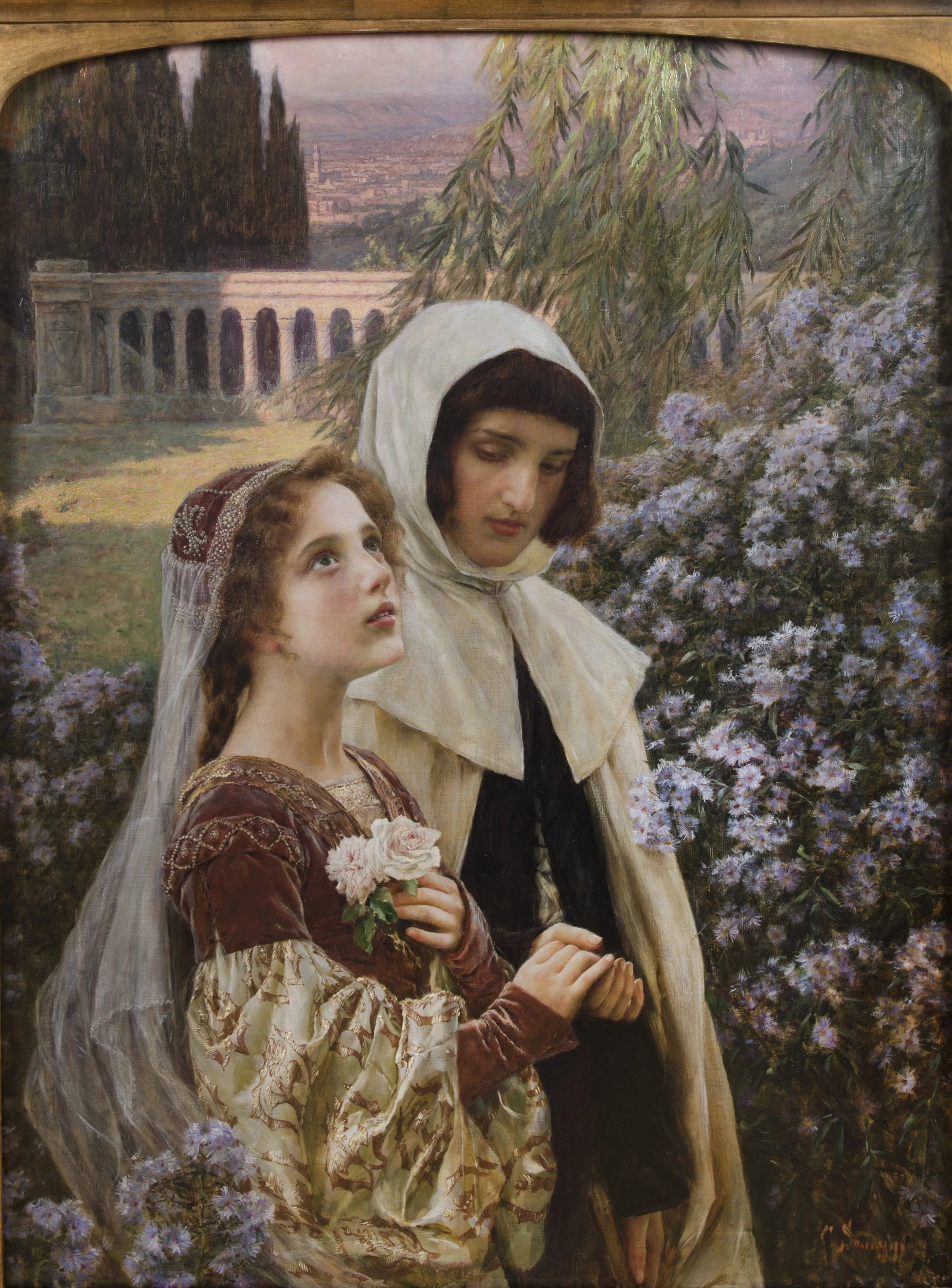
Incipit Vita Nova, de Cesare Saccaggi, 1903.

Lors d'une fête de célébration du printemps, en mai, dans la famille de sa dame, Dante rencontre Béatrice quand elle a juste neuf ans et lui bientôt dix. Elle frappe tout de suite l'esprit du jeune garçon qui en tombe amoureux. Il ne la revoit que neuf ans plus tard, alors qu'il a dix-huit ans. Elle le remarque, le salue, et le son de sa voix le rend extatique, si bien qu'il tombe malade. Après sa convalescence, Dante aperçoit Béatrice à la fête de la Vierge : elle est derrière une femme et ne l'aperçoit pas. Seulement, Dante fixe la femme entre eux, comme si elle était invisible, si bien que les gens pensent que Dante est amoureux de cette inconnue. Alors, sous couvert de quelques marques d'attention envers cette femme pendant des mois et des années, Dante tente secrètement d'apercevoir Béatrice.
Seulement, le poète se trouve bien mal récompensé de ses assiduités pour atteindre sa muse : à une réunion où se trouvent des femmes, Dante est mené par un ami. Mais il se trouve si bouleversé de la voir qu'il tremble, se sent mal et les dames se moquent de lui. Dante se plaint plus tard de son comportement, ce qui est la cause de sa brouille avec Béatrice. Mais à la mort du père de celle-ci, la douleur qu'éprouve la jeune femme se communique tout entière au poète. Cela lui fait méditer sur la vie humaine et la perte future et inéluctable de Béatrice. Alors il tombe malade et, dans son délire, il voit l'enterrement de la jeune femme. Il la revoit cependant plus tard, en compagnie de Giovanna, la muse de son ami Guido Cavalcanti, ce qu'il voit comme une réconciliation entre eux.
Béatrice meurt dans la fleur de l'âge et Dante ressent un violent chagrin : « [Florence] a perdu sa Béatrice. » Un an après, il en reste toujours amoureux et soumis à cet amour : elle restera la Dame de ses pensées et de son cœur. Il refuse d'écrire sur elle à l'avenir, sans qu'il n'y ait une bonne raison. À ce moment, Béatrice devient une suite mathématique, où elle incarne la Perfection.

### LaDivine Comédie

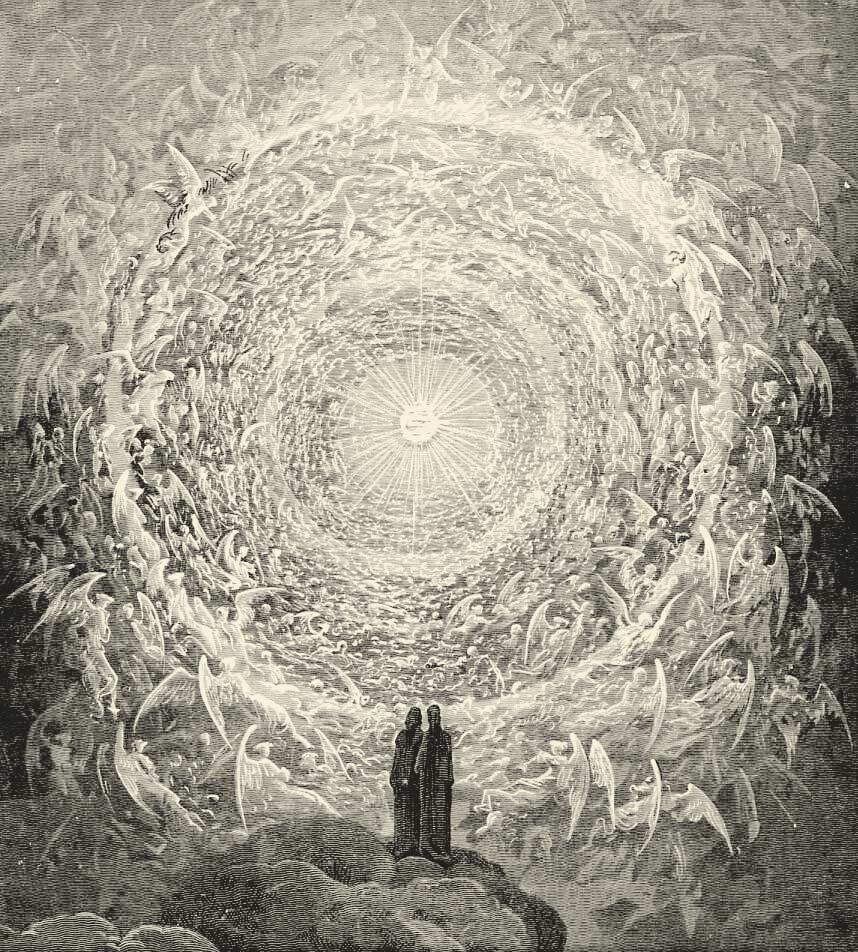
Dante et Béatrice au Paradis par Gustave Doré.

Béatrice est présente de bout en bout dans la Divine Comédie de Dante. C'est elle qui demande à Virgile de quitter les limbes pour servir de guide au personnage-narrateur, lequel se présente lui-même comme son disciple (Enfer, chant I). Elle prend le relais du poète latin et guidera elle-même Dante de l'Éden terrestre (au Purgatoire) jusqu'à l'Empyrée (Paradis chant XXXI). Malgré leur rôle similaire de guide, Virgile et Béatrice symbolisent deux notions toutes différentes : Virgile est l'allégorie de la raison, et Béatrice, celle de la théologie, de la foi, de la poésie, de la philosophie ou encore de la mère. Cette dernière est nécessaire pour accéder à Dieu, et c'est pour cela que Béatrice apparaît dans toute sa gloire d'élue, aux pieds de Marie mère de Dieu, au chant XXXII et avant-dernier de la Divine Comédie. Elle est la « sûre guide », garante de l'issue heureuse du voyage de Dante dans l'au-delà, ou encore la bonne hodégitre qui n'a jamais fait défaut, contrairement aux imprudents qui entraînèrent Phaéton ou Icare à leur perte. D'où la possibilité même d'une œuvre en « comédie » - ou Poème sacré - pour l'édification des lecteurs futurs et leur possible salut.

### Le chiffre 9
Dans la Vie nouvelle, le chiffre 9 se retrouve quand il est sujet de Béatrice : elle a tout juste neuf ans lors de leur première rencontre, lui bientôt dix ; la deuxième rencontre se passe à la neuvième heure du jour, neuf ans après, et il indique que l'heure de sa vision à la suite de cet évènement est « la première des neuf dernières heures de la nuit » (quatre heures du matin) ; il fait un sirventès où apparaissent soixante noms, ceux des plus belles Florentines, celui de Béatrice est en neuvième position ; après avoir subi des moqueries, il ne retrouve la santé que le neuvième jour, en pensant à Béatrice ; elle meurt le neuvième mois de l'année julienne et le neuvième jour de l'année syriaque. Selon Dante, les « neuf cieux [qui] exercent ici-bas leurs influences » s'étaient parfaitement combinés lors de sa naissance ; neuf est le carré de trois, qu'il rapproche de la Trinité chrétienne.
Comme il s'en expliquera à plusieurs reprises, son épouse Gemma ou son mentor Virgile représentaient l'aspect concret, matériel et physique du monde, pendant que sa muse Béatrice était l'aspect transcendant, spirituel voire divin. Durand-Fardel, dans ses commentaires sur la Vie nouvelle, pense que Dante s'appuyait sur la doctrine pythagoricienne des nombres, une croyance selon laquelle les nombres ont une importance dans la vie. Selon Adolphe Méliot, la religion de la Bible — que Dante qualifie dans Le Banquet de Vérité infaillible car chrétienne — a influencé l'auteur : le peuple juif passe quarante jours dans le désert, Moïse quarante jours sur le mont Sinaï, Jésus-Christ jeûne pendant quarante jours, etc.

## Hommages
Outre dans la Vie nouvelle et la Divine Comédie, Béatrice Portinari fut aussi de nouveau immortalisée au XIXe siècle, dans les peintures de préraphaélites et la poésie. Dante Gabriel Rossetti, en plus d'avoir traduit la Vie nouvelle, prit sa femme Elizabeth Siddal comme modèle pour Beata Beatrix, mais aussi Jane Burden pour Le Salut de Béatrice.
Charles Baudelaire, dans son poème La Béatrice, parle de la « reine de [son] cœur », qui se moque de lui avec des démons. Au XXIe siècle, Lemony Snicket dédicace à Beatrice Baudelaire, son amoureuse décédée, les livres des Désastreuses Aventures des orphelins Baudelaire, où il fait plusieurs fois allusion à elle.
L'astéroïde 83 Béatrix, découvert à Naples le 26 avril 1865 par Annibale De Gasparis, est nommé d'après elle.
En 1890, le compositeur Benjamin Godard propose un opéra sur le thème de Dante, dans lequel Béatrice Portinari est l'un des rôles principaux.